# Palazzo Pedagaggi
Palazzo Pedagaggi a Catania, sorge in Via Vittorio Emanuele II ad est di Piazza Mario Cutelli occupando l'intero isolato fra queste e le vie Luigi Sorrentino e Pedagaggi, nel quartiere Civita.

## Storia
Fu edificato a partire dal 1803 dal barone di Pedagaggi su progetto dell'ingegnere Salvatore Zahra Buda, mentre l'ingegnere Mario Musumeci si occupò di seguirne i lavori fino al completamento definitivo nel 1809. Don Vincenzo Guttadauro, barone di Pedagaggi, aveva ricevuto in eredità dal padre, Don Enrico, I Principe di Emmanuel un'ala a sua scelta del vicino Palazzo Reburdone ma, venuto in conflitto col fratello Luigi, II principe di Emmanuel, scelse di costruirsi una sua casa indipendente. Morto senza figli nel 1819, il barone lasciò alla pronipote Eleonora Guttadauro tutti i suoi beni compreso il palazzo che passò, per il matrimonio di Eleonora, ai Paternò Castello di Carcaci fino alla vendita nel 1859 al Barone Calì, la cui famiglia lo tenne fino al 1889 quando fu venduto al Banco di Sicilia per poi passare in parte all'Università degli Studi di Catania che vi ha installato il Dipartimento di Scienze Politiche e Sociali.

## Descrizione
Il progetto del palazzo prende ad esempio quella del Palazzo Reburdone, non tanto per i legami parentali fra i proprietari quanto per la struttura in sé, la più moderna in quel momento disponibile in città. Così l'architetto adegua le caratteristiche essenziali di Palazzo Reburdone (la serie portale-androne-corte-scalone-loggia in prospettiva e l'infilata di stanze col salone angolare in fondo) allo spazio più contenuto di Palazzo Pedagaggi. Al Piano nobile il salone principale, ora aula magna di Scienze Politiche, presenta le proporzioni del diapente cioè di 2/3, al posto del diapason del modello avito e viene affrescata dal trapanese Giuseppe Errante che si occupa anche delle tele delle sovrapporte, con scene mitologiche e monocromi.